# رود سميث (مهندس)
رود سميث (بالإنجليزية: Rod Smith)‏ هو مهندس أمريكي، ولد في 1926.